# ويليام ديكسون (لاعب كرة قدم)
ويليام ديكسون (بالإنجليزية: William Dickson)‏ هو لاعب كرة قدم بريطاني (وحمل سابقاً جنسية المملكة المتحدة لبريطانيا العظمى وأيرلندا) في مركز الهجوم، ولد في 27 أغسطس 1866 في المملكة المتحدة، وتوفي في 1 يونيو 1910 في المملكة المتحدة. شارك مع منتخب اسكتلندا لكرة القدم. أما مع النوادي، فقد لعب مع أستون فيلا وبولتون واندررز وستوك سيتي ونادي سندرلاند وStrathmore F.C. (Dundee) ‏.

## وصلات خارجية
- ويليام ديكسون على موقع الاتحاد الإسكتلندي (الإنجليزية)
- ويليام ديكسون على موقع قاعدة بيانات كرة القدم.إي يو (الإنجليزية)
- ويليام ديكسون على موقع عالم كرة القدم.نت (الإنجليزية)